# Stranddaglilja
Stranddaglilja (Hemerocallis littorea) är en växtart i familjen dagliljeväxter från Korea och Japan.

## Hybrider
Den primära hybriden med doftdaglilja (H. thunbergii) har fått det vetenskapliga namnet Hemerocallis ×fallaxlittoralis.

## Synonymer
- Hemerocallis aurantiaca var. littorea (Makino) Nakai
- Hemerocallis fulva var. littorea (Makino) M.Hotta